# コグニティブコンピューティング
コグニティブ・コンピューティング（英語: cognitive computing）とは、自然言語を理解し、学習し予測するコンピュータ・システム、またはその技術を指す。大まかに言うと人工知能と信号処理の科学的分野に基づいたテクノロジープラットフォーム。これらのプラットフォームには、機械学習、推論、自然言語処理、音声認識と視覚（オブジェクト認識）、人間とコンピューターの相互作用、対話、物語の生成などが含まれる。

## 定義
現在、学界でも産業界でもコグニティブコンピューティングの定義については広く合意されていない。
一般に、コグニティブコンピューティングという用語は、人間の脳の機能を模倣し、意思決定 を向上させる新しいハードウェアやソフトウェアを指すために使用されている。この意味でコグニティブコンピューティングは人間の脳/ 心が刺激をどのように感知、理由付けし、応答するかをより正確にモデル化することを目的とした新しいタイプのコンピューティングである。アプリケーションは、データ分析結果とユーザインタフェースとを関連付け、特定のユーザーに向けてコンテンツを調整する。コグニティブコンピューティングにおけるハードウェアとアプリケーションは、より感情的で影響力の高いデザインを目指している。
認知システムが表す可能性のある機能は次のとおり。
アダプティブ
情報が変化し、目標と要件が進化するにつれて学習する場合がある。それらはあいまいさを解決し、予測不可能性を許容する。リアルタイムまたはほぼリアルタイムで動的データをフィードするように設計されている場合がある。
インタラクティブ
ユーザーと簡単にやり取りできるため、これらのユーザーは快適にニーズを定義できる。また、他のプロセッサ、デバイス、クラウドサービスや人とやり取りすることもある。
反復的かつステートフル
問題文があいまいまたは不完全な場合、質問をしたり、追加のソース入力を見つけたりすることで、問題を定義するのに役立つ。プロセス内の以前の対話を「記憶」し、その時点で特定のアプリケーションに適した情報を返す場合がある。
コンテキスト
意味、構文、時間、場所、適切なドメイン、規制、ユーザーのプロファイル、プロセス、タスク、目標などのコンテキスト要素を理解、識別、抽出できる。構造化および非構造化デジタル情報の両方を含む複数の情報源、および感覚入力（視覚、身振り、聴覚、またはセンサー提供）を利用できる。

## ユースケース
- 音声認識
- 感情分析
- 顔検出
- リスクアセスメント
- 不正検出
- 行動の推奨事項

## 認知分析
コグニティブコンピューティングブランドのテクノロジープラットフォームは通常、大規模な非構造化データセットの処理と分析に特化している。
ワープロ文書、電子メール、ビデオ、画像、音声ファイル、プレゼンテーション、ウェブページ、ソーシャルメディア、その他の多くのデータ形式は、分析と洞察の生成のためにコンピューターにフィードする前に、多くの場合、メタデータで手動でタグ付けする必要がある。従来のビッグデータ分析よりも認知分析を利用する主な利点は、そのようなデータセットに事前にタグを付ける必要がないことである。
認知分析システムの他の特性には、次のものがある。
- 適応性：認知分析システムは、機械学習を使用して、最小限の人間の監督でさまざまなコンテキストに適応できる
- 自然言語の対話：認知分析システムには、クエリを理解し、データの洞察を説明し、自然言語で人間と対話するチャットボットまたは検索アシスタントを装備できる

## 用途
教育
コグニティブコンピューティングが教師に取って代わることができないとしても、それは学生の教育における大きな推進力となる。教室におけるコグニティブコンピューティングは、基本的に個々の生徒ごとにパーソナライズされたアシスタントを持つことにより実現される。このコグニティブアシスタントは、生徒に教える際に教師が直面するストレスを軽減し、同時に生徒の学習体験を全体的に向上させる。教師が生徒一人ひとりに注意を払うことができないかもしれない可能性をコグニティブコンピューターが穴埋めする。一部の生徒には特定の教科で支援が必要な場合があるが、
多くの生徒にとって生徒と教師の間のやりとりは不安や気まずさを呼ぶおそれがある。コグニティブコンピュータのチューターの助けを借りることで、生徒は不安に直面する必要がなくなり、教室で学び、うまくやる自信を得ることができる。学生がパーソナライズされたアシスタントと教室にいる間、このアシスタントは学課の計画作成など、さまざまなテクニックを活用して、学生とそのニーズを調整および支援ができる。
健康管理
多くのハイテク企業が、医療分野で使用できるコグニティブコンピューティングに関連する技術の開発を進めている。これらの認知デバイスの主な目標の1つは、分類と識別の機能。この特性は発がん物質を特定する研究で非常に役立つ。検出できるこの認知システムは、コグニティブコンピューティングテクノロジーを使用しなかった場合よりも短い時間で、検者が無数の文書を解釈するのを支援することができる。このテクノロジーは、患者に関する情報を評価し、すべての医療記録を詳細に調べ、問題の原因となる可能性のある兆候を検索することもできる。

## 業界の仕事
コグニティブコンピューティングは、顧客のニーズを理解するビッグデータおよびアルゴリズムと組み合わせて、経済的な意思決定において大きな利点となる。
コグニティブコンピューティングとAIの力は、人間が実行できるほぼすべてのタスクに影響を及ぼす可能性を秘めている。これは人間の労働のそのような必要性がもはやないため、人間の雇用に悪影響を与える可能性がある。また、富の不平等も拡大するであろう。コグニティブコンピューティング業界のトップの人々は著しく豊かになり、雇用されなくなった労働者は貧しくなる。
コグニティブコンピューティングを利用する業界が増えれば増えるほど、人間が競争することは難しくなる。テクノロジーの使用が増えると、AI駆動のロボットと機械が実行できる作業量も増える。並外れて才能があり、有能でやる気のある人間だけが機械に追いつくことができるよう AI / CCと共に競争する個人の影響は、人類の進路を変える可能性がある。